# Majida El Roumi
Majida El Roumi (en arabe : ماجدة الرومي), née le 13 décembre 1956 à Kfarchima, est une chanteuse et compositrice libanaise.

## Biographie
Majida El Roumi s'est très tôt intéressée à la musique et devint rapidement fan des grands artistes de l'époque, tels que Fairuz, Oum Kalthoum et Mohammed Abdel Wahab.
Majida a fait sa première apparition à l’âge de 16 ans, et ce lors de sa participation à Studio El Fan en 1974. A l’époque, elle a chanté des chansons pour Asmahan et Umm Kulthum.
En 1975, et malgré la guerre du Liban, elle obtient sa licence en littérature arabe de l'université libanaise. Pendant la guerre, elle s'engage pour la paix à travers des chansons patriotiques. Au même temps elle produit plusieurs chansons qui font grand succès.
Sa carrière a réellement décollé en 1991 avec la Kalimat du poète Nizar Kabbani, qui reste pendant plusieurs années son plus grand succès. En 1994, elle sort l’album Ebhath Anni toujours dans le même registre musical que Kalimat, cet album rencontra le même succès que le précédent.
Affectée par la maladie de sa sœur atteinte d’un cancer et la mort de celle-ci, elle s’oriente durant quelques années à un nouveau registre et enregistre des albums de chants religieux. Il faudra attendre l’année 2006 pour noter son retour sur la scène musicale arabe. De 2007 à 2010, elle enregistre un certain nombre de chansons, certaines d’ailleurs écrites par ses propres soins, d’autres par de grands poètes arabes comme Mahmoud Darwich.
Au cours de sa carrière, elle réalise des grands succès dans un nombre importants de festivals comme au festival de Jerash (en), à la maison égyptienne de l'Opéra, au festival Mawazine et au festival international de Carthage,,.

## Vie privée
Issu d'une famille chrétienne, elle est la fille du compositeur libanais Halim el-Roumi. En septembre 1977, elle épouse Antoine Dfouni qui devient alors son manager. Leur union durera jusqu'à leur divorce en 2006 et il en résultera deux filles : Hala et Nour.

## Discographie

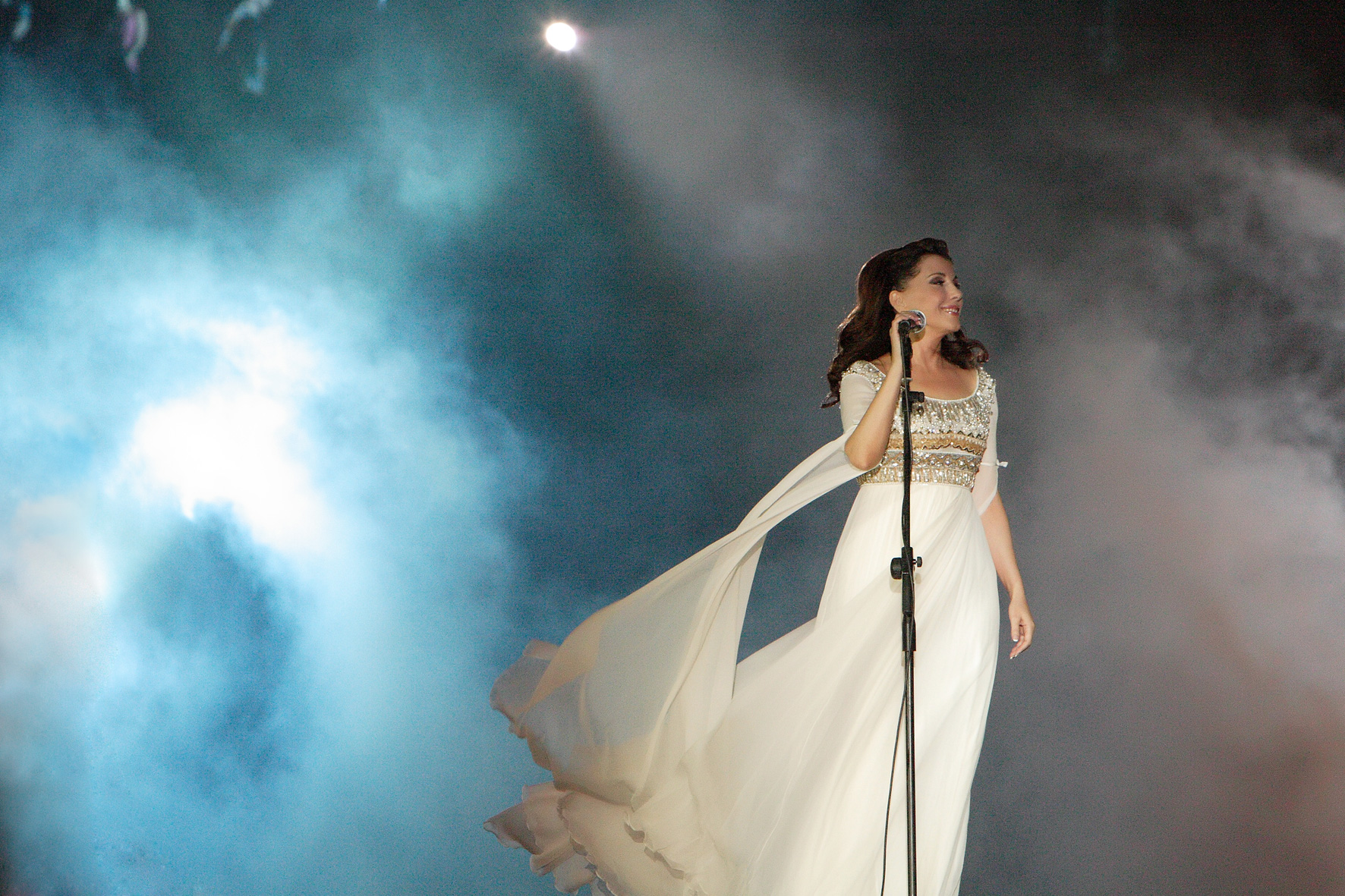
Majida El Roumi (2009).

### Albums
| Année | Album                        |
| ----- | ---------------------------- |
| 1977  | Wadaa                        |
| 1982  | Live Recordings              |
| 1983  | Majida El Roumi and the kids |
| 1986  | Dawi Ya Amar                 |
| 1988  | Ya Saken Afkari              |
| 1991  | Kalimat                      |
| 1994  | Ebhath Anni                  |
| 1996  | Rasael                       |
| 1998  | Ouhebouka Wa Baad            |
| 2003  | Irhamny Ya Allah             |
| 2003  | Cithare du Ciel              |
| 2006  | E'tazalet El Gharam          |
| 2012  | Ghazal                       |

## Distinctions

### Distinctions libanaises
- Commandeure de l'ordre national du Cèdre
- Commandeure de l’ordre libanais du Mérite
- Médaille de l'Église maronite.
- Docteure honoris causa de l'université américaine de Beyrouth
- Docteure honoris causa de l'université libanaise

### Distinctions étrangères
- Médaille du Président de la République algérienne.
- Citoyenne d'honneur de la République algérienne.
- Officière de l'ordre national de la République de Côte d'Ivoire.
- Clé d'or de la ville d'Alexandrie (Égypte).
- Médaille du syndicat des journalistes égyptiens.
- Commandeure de l'ordre du Mérite civil (Espagne)[8],[9].
- Médaille de l'Assemblée nationale française.
- Officière de l'ordre des Arts et des Lettres (France)[10],[11].
- Commandeure de l'ordre suprême de la Renaissance (Jordanie).
- Officière de l'ordre du Ouissam alaouite (Maroc).
- Ambassadrice d’honneur de l’Organisation des Nations unies dans le Monde arabe.
- Chevalière de l'ordre du Mérite civil syrien.
- Chevalière l'ordre de la République tunisienne.
- Commandeure de l'ordre national du Mérite (Tunisie)[12].

## Galerie

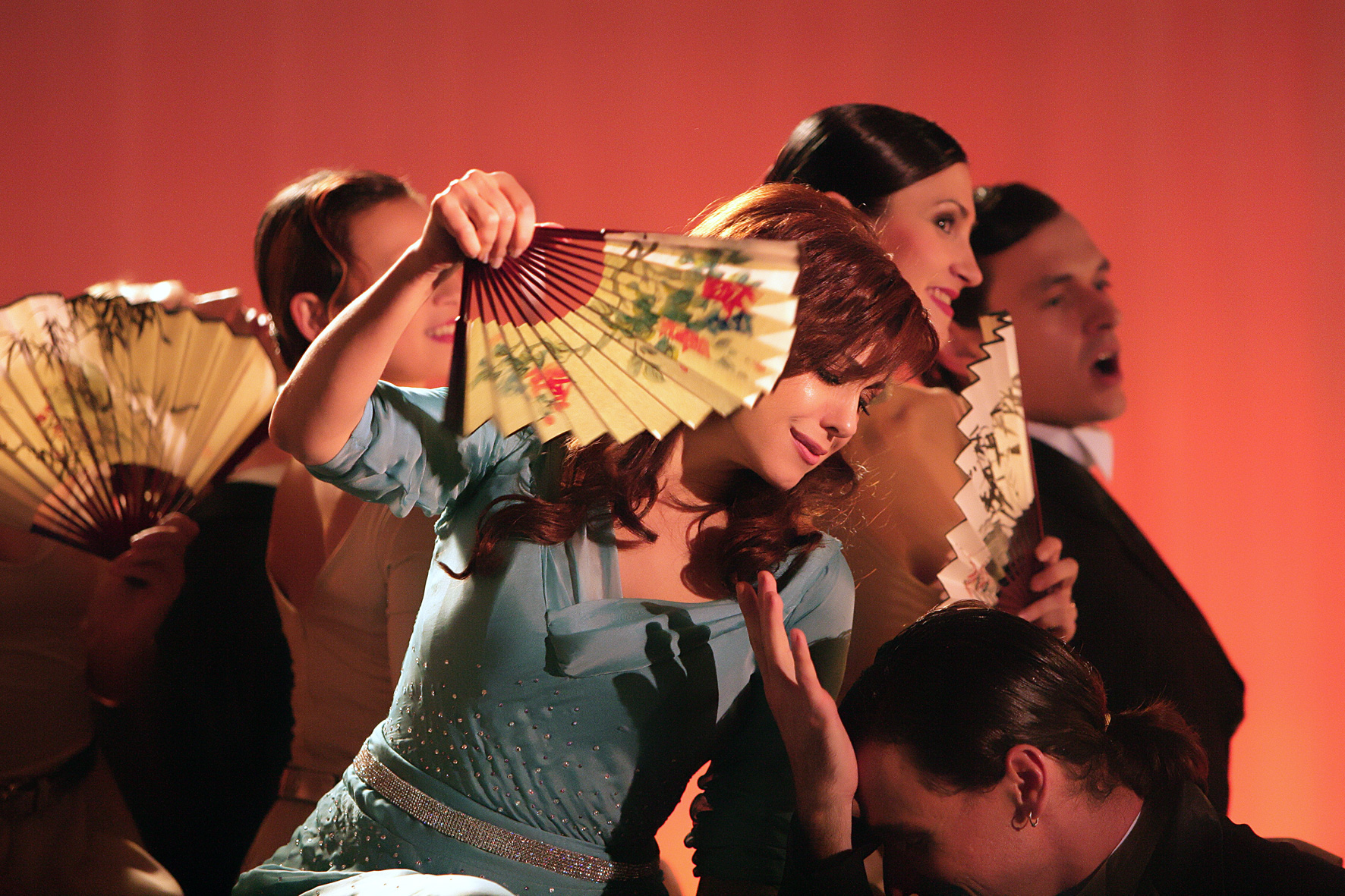
Majida El Roumi durant son clip en 2006.
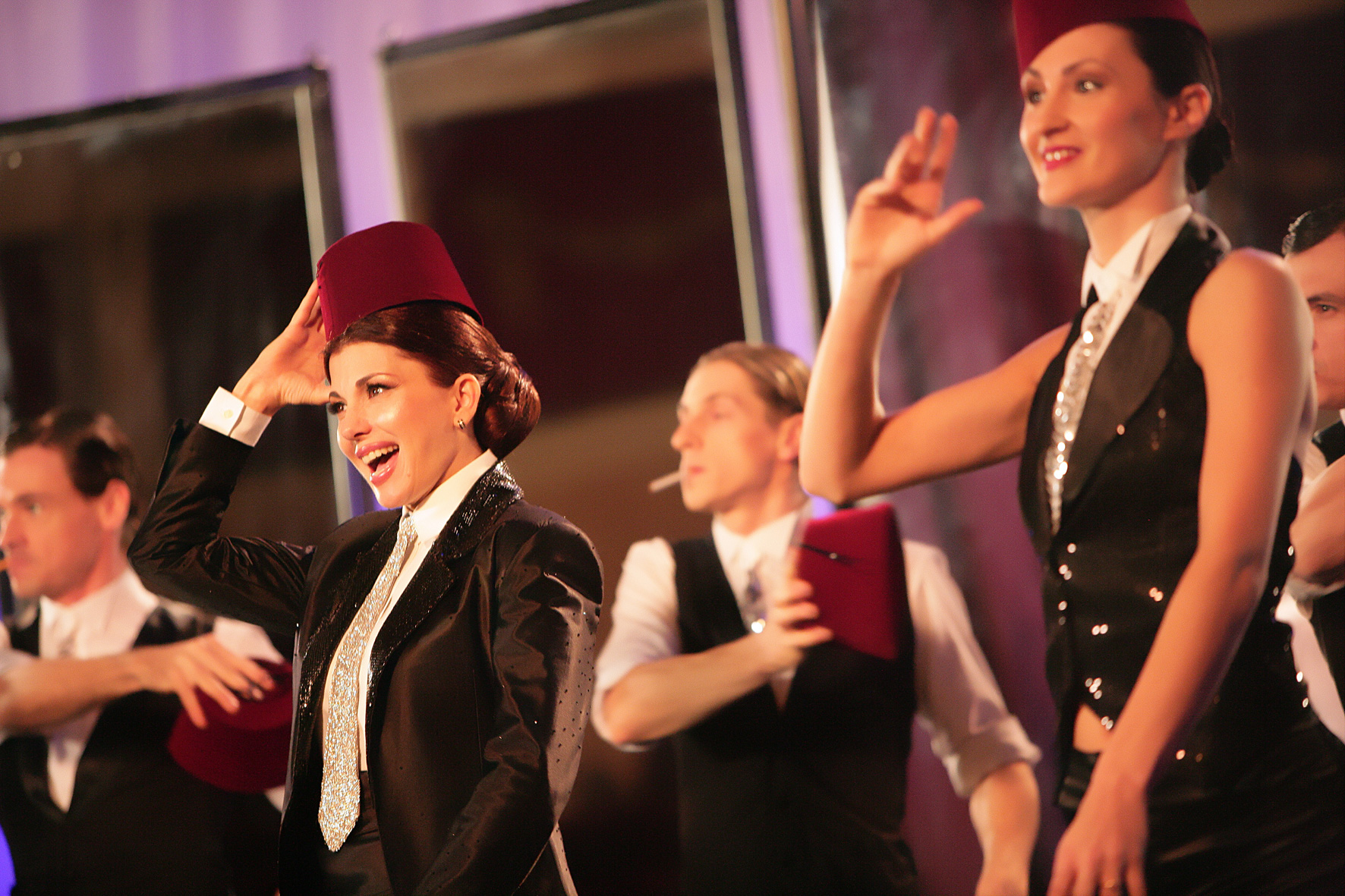
Majida El Roumi durant le documentaire de "E'tazalet El Gharam" de son clip en 2006.
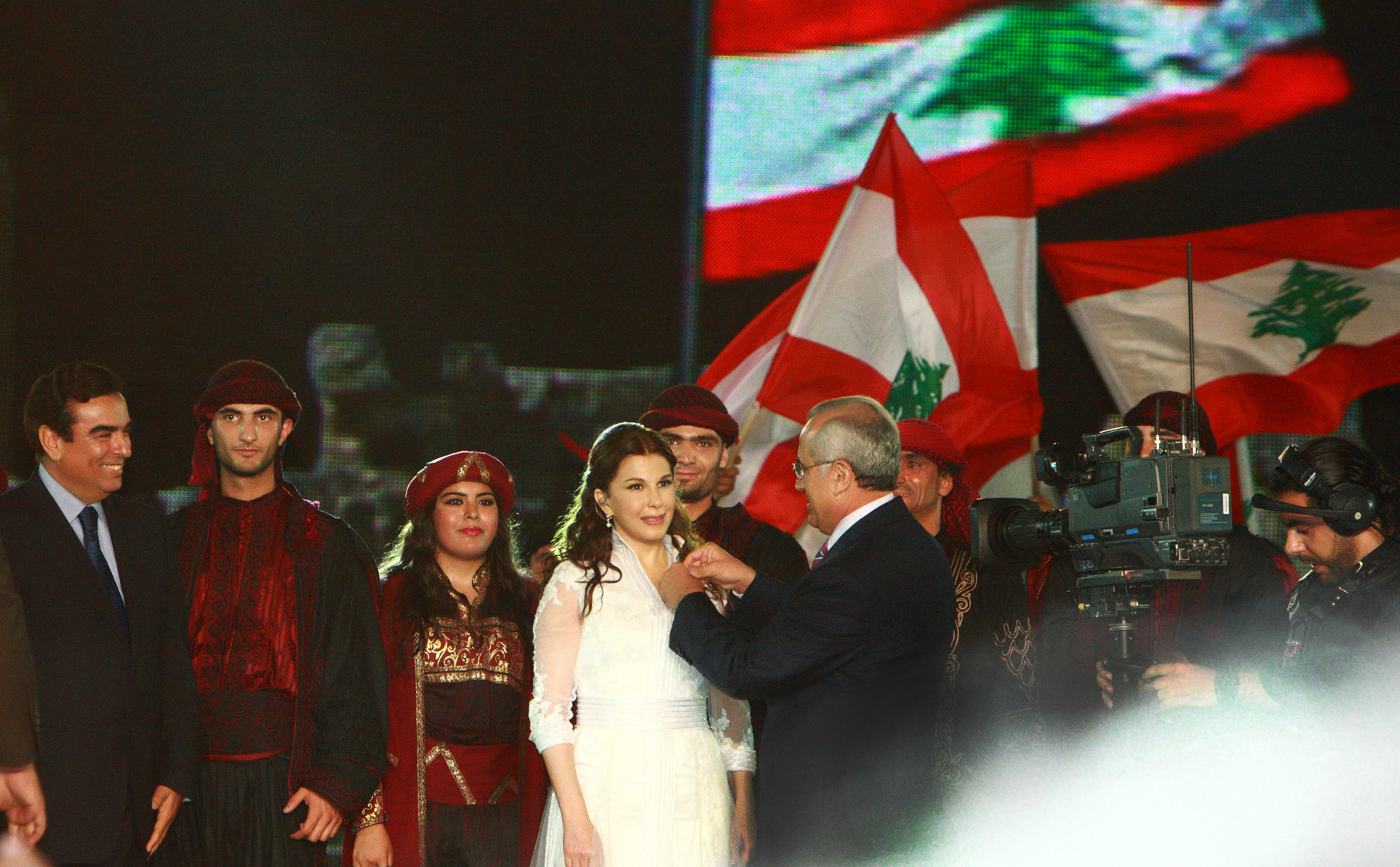
Majida El Roumi honorée par P. Michel Sleiman durant son concert à Jounieh en juin 2011.